# Бед Бъни
Бед Бъни (на испански: Bad Bunny) е пуерторикански рапър и певец.
Роден е като Бенито Антонио Мартинес Окасио на 10 март 1994 година във Вега Баха в семейството на шофьор на камиони. През 2013 година започва да публикува свои песни в интернет, а през 2016 година сключва договор с малък звукозаписен лейбъл. Скоро се налага като един от водещите изпълнители на латиноамериканския трап, а през 2020 – 2022 година е най-популярният изпълнител в голямата стрийминг платформа „Спотифай“.